# Gian Paolo Dallara

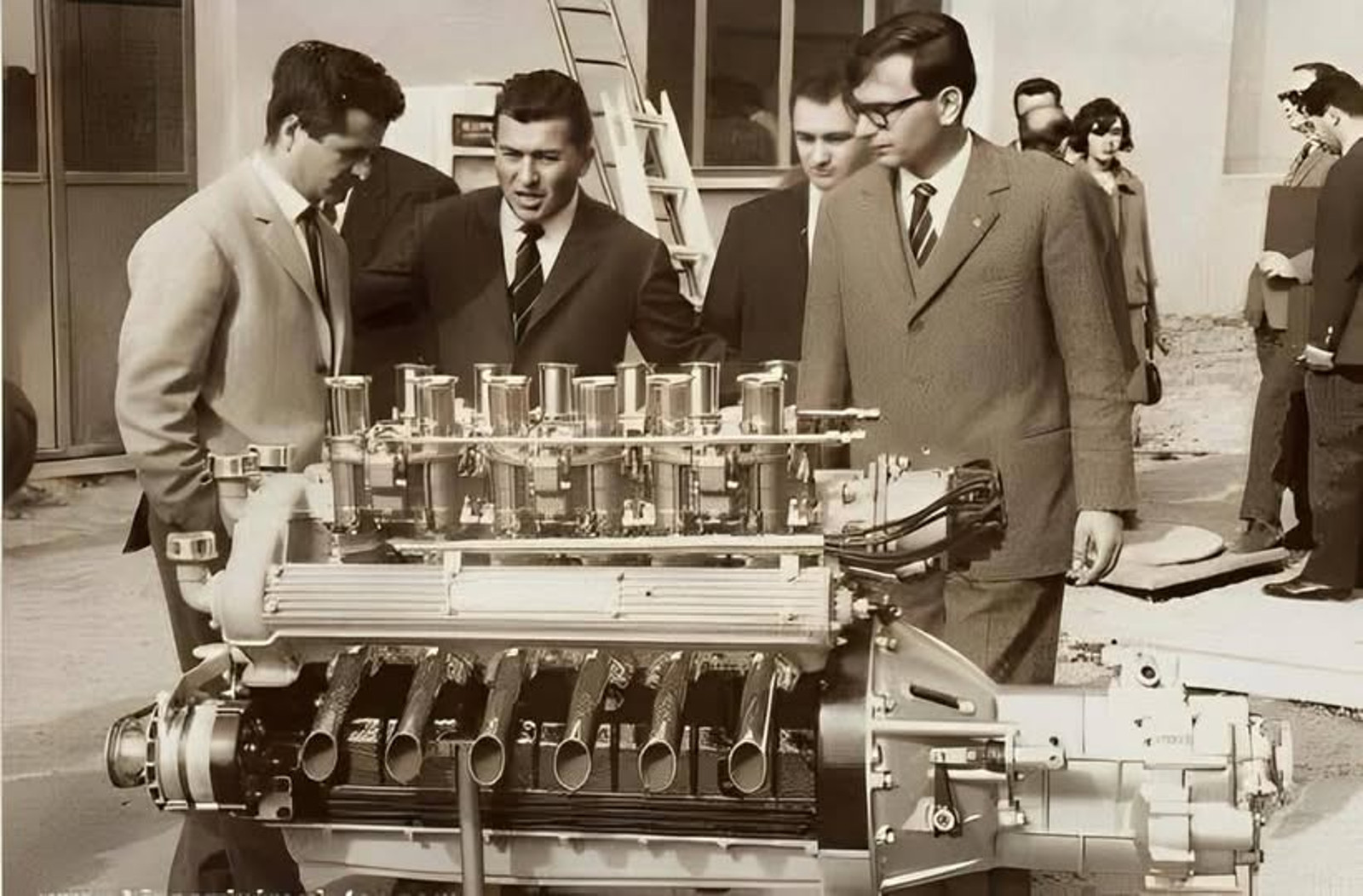
Giotto Bizzarrini, Ferruccio Lamborghini y Dallara en Sant'Agata Bolognese en 1963, con un prototipo del motor Lamborghini V12

Gianpaolo Dallara (nacido el 16 de noviembre de 1936) es un empresario e ingeniero de deportes de motor italiano. Es el propietario de Dallara Motorsports, una empresa que desarrolla coches de carreras. 

## Semblanza

### Automoción y automovilismo
Dallara se graduó en el Politécnico de Milán, con especialización en ingeniería aeronáutica. Se unió a Ferrari en 1960, y al año siguiente se trasladó a Maserati. En 1963 fue contratado por Lamborghini como su diseñador jefe, donde (junto con Paolo Stanzani y Bob Wallace) diseñó el chasis de los Lamborghini Espada y Miura. En 1969 comenzó a diseñar coches de carreras para Frank Williams, fundador y gerente del equipo Williams de Fórmula 1. 
En 1972 fundó Dallara Automobili en Parma, Italia. A partir de 1974, Dallara y su compañía comenzaron a diseñar un automóvil de Fórmula 1, el Iso-Marlboro IR, para el equipo Williams. Otro proyecto incluyó el diseño de un coche de carreras según los estándares de la Fórmula 3, que cosechó victorias en Italia, Francia, Inglaterra, Suiza, Alemania, Japón, Estados Unidos, Rusia y Austria. 
En 1997, Dallara y su compañía se expandieron a las carreras de IndyCar, con muchas victorias desde 1998 hasta 2003. A partir de 2007, se convirtió en el único proveedor de chasis de IndyCar. Luego se diversificó en proyectos de F1 a mediados de la década de 1990, pero a finales de 1998, Honda, que llegó al nuevo proyecto como constructor completo, pidió a Dallara que diseñara el nuevo chasis de F1 para el equipo BAR-Honda. Posteriormente, Honda canceló este proyecto. 
A partir de 2000, tras la cancelación de su colaboración con Honda, Dallara se embarcó en un nuevo proyecto, la construcción de un coche de carreras para el equipo francés Oreca en la Serie de Le Mans. En agosto de 2004, se anunció que Dallara y su equipo fueron contratados por Alex Shnaider para construir un chasis para el antiguo equipo Jordan, renombrado como Midland. Más adelante, se trajo a Gary Anderson para dirigir el proyecto, pero a mediados de 2005, Dallara se retiró de la iniciativa. 
En 2009, Dallara y su equipo comenzaron un proyecto de construcción de un chasis de F1 para el nuevo equipo, Campos Grand Prix, conocido después como Hispania.

### Fútbol
En 2015 Dallara se convirtió en inversor en el club de fútbol Parma Calcio 1913 junto con Guido Barilla y Mauro Del Rio.